# Mariona Serrahima
Pour les articles homonymes, voir Serrahima.
Mariona Serrahima Castellà née le 28 janvier 1995, est une joueuse espagnole de hockey sur gazon. Elle évolue au Júnior FC et avec l'équipe nationale espagnole.

## Carrière
Elle a fait ses débuts en janvier 2017 à Cadix lors d'un match amical contre les Pays-Bas.